# هاویک (مینه‌سوتا)
هاویک (به انگلیسی: Hawick) یک منطقهٔ مسکونی در ایالات متحده آمریکا است که در شهر رزویل واقع شده‌است. هاویک ۳۷۷٫۹۶ متر بالاتر از سطح دریا قرار دارد.